# Жазыков, Кужабай
Кужабай Жазыков (1920—1982) — сержант Рабоче-крестьянской Красной Армии, участник Великой Отечественной войны, Герой Советского Союза (1945).

## Биография
Родился 4 октября 1920 года в ауле Кызылбулак (ныне — Байганинский район Актюбинской области Казахстана).
Получил среднее образование, после чего работал учителем в начальной школе.
В январе 1942 года Жазыков был призван на службу в Рабоче-крестьянскую Красную Армию. С марта того же года — на фронтах Великой Отечественной войны. К декабрю 1944 года гвардии сержант Кужабай Жазыков был помощником командира разведвзвода гвардейской отдельной разведроты 25-й гвардейской стрелковой дивизии 7-й гвардейской армии 2-го Украинского фронта. Отличился во время форсирования Дуная.
25 декабря 1944 года Жазыков во главе группы бойцов переправился через Дунай на остров в районе города Сентедре в Венгрии и напал на позиции противника с тыла, взяв в плен 6 вражеских солдат. Ночью того же дня группа вновь высадилась на остров и взяла в плен 70 вражеских солдат и офицеров.
Указом Президиума Верховного Совета СССР от 28 апреля 1945 года за «образцовое выполнение боевых заданий командования на фронте борьбы с немецкими захватчиками и проявленные при этом мужество и героизм» гвардии сержант Кужабай Жазыков был удостоен высокого звания Героя Советского Союза с вручением ордена Ленина и медали «Золотая Звезда» за номером 611.
После окончания войны Жазыков был демобилизован. Вернулся на родину, работал в системе народного образования. В 1953 году окончил Уральский педагогический институт. Умер 23 октября 1982 года.
Был также награждён двумя орденами Красной Звезды, орденом Славы 3-й степени, рядом медалей.
В честь Жазыкова названы улица и школа в Байганине.